# Felzins
Felzins ist eine französische Gemeinde mit 467 Einwohnern (Stand 1. Januar 2022) im Département Lot in der Region Okzitanien. Sie gehört zum Arrondissement Figeac und zum Kanton Figeac-2. 
Sie grenzt im Nordwesten an Saint-Jean-Mirabel, im Norden an Bagnac-sur-Célé, im Osten an Montredon, im Südosten an Bouillac, im Süden an Cuzac, im Südwesten an Lentillac-Saint-Blaise und im Westen an Saint-Félix.

## Bevölkerungsentwicklung

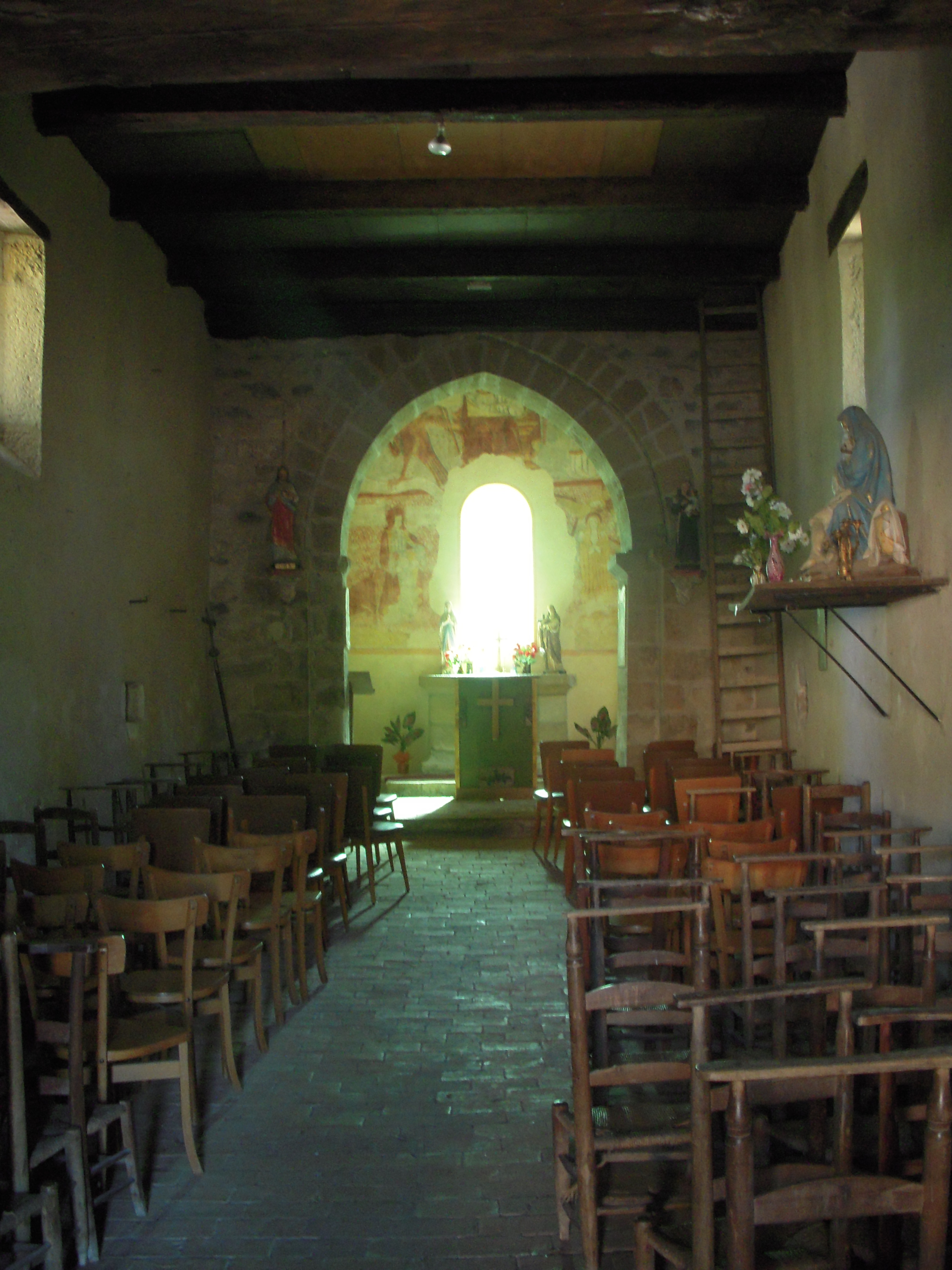
Innenansicht der Kapelle Sainte-Marie-Madeleine im Ortsteil Guirande aus dem 17./18. Jahrhundert, Monument historique

| Jahr      | 1962 | 1968 | 1975 | 1982 | 1990 | 1999 | 2008 | 2018 |
| --------- | ---- | ---- | ---- | ---- | ---- | ---- | ---- | ---- |
| Einwohner | 384  | 383  | 355  | 351  | 342  | 300  | 360  | 452  |